# Saint-Cyr-les-Vignes
Saint-Cyr-les-Vignes település Franciaországban, Loire megyében. Lakosainak száma 1077 fő (2022. január 1.). Saint-Cyr-les-Vignes Valeille, Virigneux, Bellegarde-en-Forez, Marclopt, Maringes, Saint-André-le-Puy és Saint-Laurent-la-Conche községekkel határos.

## Népesség
A település népessége az elmúlt években az alábbi módon változott:
| Lakosok száma | 625  | 553  | 643  | 917  | 930  | 987  | 1042 | 1041 | 1048 | 1077 |
|               | 1968 | 1982 | 1990 | 2006 | 2013 | 2015 | 2017 | 2019 | 2020 | 2022 |